# Wesselényi–Bethlen-kastély
A Wesselényi–Bethlen-kastély Erdélyben, a Szilágy megyei Drág községben található.
A Kolozsvártól 40 km-re északnyugatra fekvő településen 1622 és 1628 között építettek egy kisebb várat itt, amit 1810-ben Wesselényi Ferenc kastéllyá alakított át. Az átépítések után az eredeti várból egy U alakú, kétszintes, a középső udvaron oszlopsorral ellátott kastély lett. A Wesselényi család után a Bethlen család birtokába került, amit a kommunizmus évei alatt sok másik erdélyi kastélyhoz hasonlóan államosítottak. Az államosítás után a termelőszövetkezet irodái kaptak helyet itt, lakások voltak benne, de senki nem javított az állapotán. Az épület jobb szárnya egy ideig kultúrházként működött. A rendszerváltás után a kastély nagyon leromlott állapotban került vissza a Bethlen család birtokába. A romániai műemlékek jegyzékében a SJ-II-a-A-05052 számon szerepel.